# Ferrari Horses
Ferrari Horses è un singolo del gruppo musicale britannico D-Block Europe e della cantautrice britannica Raye, pubblicato il 4 marzo 2021 come quinto estratto dal primo album in studio del gruppo The Blue Print: Us vs. Them.

## Pubblicazione
La traccia Ferrari Horses venne pubblicata nell'album dei D-Block Europe The Blue Print: Us vs. Them del 2020. Venne edita come singolo il 4 marzo 2021 come quinto estratto dall'album.

## Accoglienza
Ferrari Horses raggiunse la posizione numero 27 della classifica irlandese, la numero 14 della UK Singles e la numero 5 della UK Hip Hop/R&B.

## Versione di Cassö
Il producer inglese Cassö debuttò nel 2023 con il singolo Prada, ovvero un remix in chiave dance/trance di Ferrari Horses, da lui concepito come traccia da suonare a una festa in casa. Prada ebbe molta più fortuna del brano originario: oltre a diventare virale su piattaforme di Internet quali Instagram e TikTok, riuscì infatti a entrare ai primissimi posti di molte classifiche in tutto il mondo. Nel Regno Unito rimase per quattordici settimane nella top 5 e fu anche nominata tra le canzoni dell'anno ai BRIT Awards 2024 (il premio fu vinto invece da Escapism della stessa Raye).